# Nesoliarus tamehameha
Nesoliarus tamehameha är en insektsart som först beskrevs av George Willis Kirkaldy 1902.  Nesoliarus tamehameha ingår i släktet Nesoliarus och familjen kilstritar. Inga underarter finns listade i Catalogue of Life.